# Sigvard Berg
Sigvard Valentin Berg, född 13 november 1912 i Malmö, död 20 augusti 1990 i Engelbrekts församling i Stockholm, var en svensk operasångare (tenor).
Berg sjöng bland annat rollen som Camille de Rosillon i Glada änkan.

## Filmografi (urval)
- 1952 – Eldfågeln

## Teater

### Roller (ej komplett)
| År   | Roll                             | Produktion                                              | Regi           | Teater            |
| ---- | -------------------------------- | ------------------------------------------------------- | -------------- | ----------------- |
| 1940 | Baltasar                         | Mycket väsen för ingenting William Shakespeare          | Alf Sjöberg    | Dramaten          |
| 1943 | Per                              | En däjlig rosa Sven Sköld                               | Ingmar Bergman | Folkparksturné    |
| 1946 | Adam, fågelhandlare från Tyrolen | Fågelhandlaren Carl Zeller, Moritz West och Ludwig Held | Lars Egge      | Stora Teatern     |
| 1954 | Camille de Rossillon             | Glada änkan Franz Lehár, Leo Stein och Viktor Léon      | Ingmar Bergman | Malmö stadsteater |